# Arcidiecéze jágerská
Arcidiecéze jágerská či arcidiecéze egerská (maďarsky Egri főegyházmegye, latinsky Archidioecesis Agriensis) je římskokatolické arcibiskupství v maďarském městě Eger (Jáger). 

## Historie

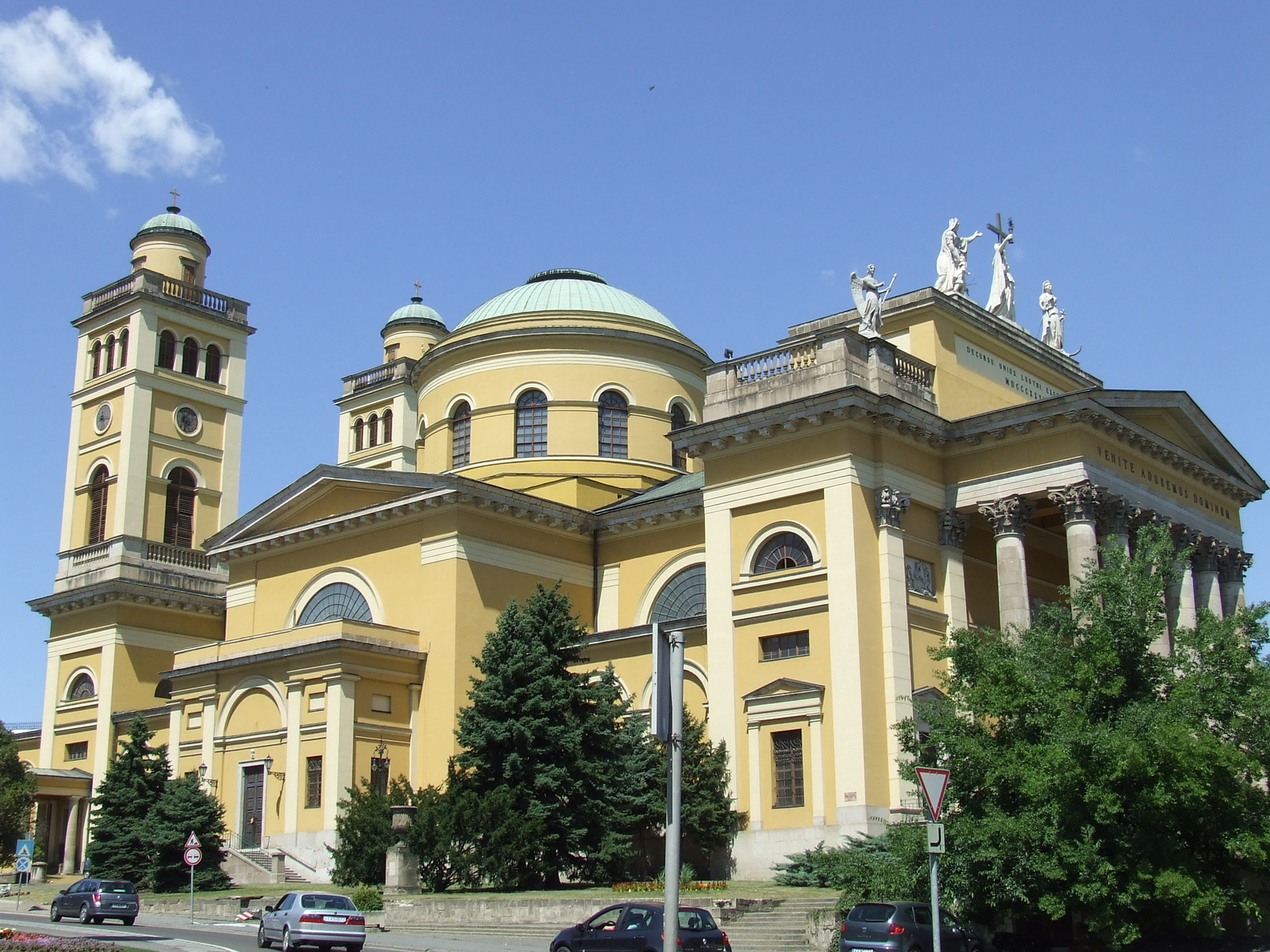
Katedrála v Egeru

Jágerské biskupství bylo založeno v 10. století a dne 9. srpna 1804 bylo povýšeno na arcibiskupství. Prvním zdejším arcibiskupem byl František Xaver Fuchs.
Jágerská církevní provincie se kdysi rozkládala na území dnešního Maďarska, Slovenska, Rumunska a Ukrajiny. Sufragánní biskupské stolce v té době byly Spiš, Rožňava, Košice a Satu Mare. V roce 1930 byla diecéze satmarská sloučena s diecézí velkovaradínskou.
V roce 1977 byla pro dnešní Slovensko zřízena vlastní církevní organizace a do nově zřízené trnavské církevní provincie byly vyděleny tři diecéze: spišská, rožňavská a košická.
V roce 1993 nakonec Eger, společně s diecézemi debrecínsko-nyíregyházskou a vacovskou, získal dva sufragánní biskupy. Církevní provincie v současné době zahrnuje severovýchod Maďarska.
Egerský arcibiskup má k dispozici pomocného biskupa.[kdy?]